# الاقتداء بالمسيح (كتاب)
الاقتداء بالمسيح هو كتاب مسيحي عن العبادة والتفاني والزهد، كُتب في شكل نصائح مُختصرة بهدف، وفقًا للنص نفسه، "تعليم الروح على الكمال المسيحي اقتداءً بالسيد المسيح. يُعد هذا الكتاب جزءًا من مدرسة التفاني الحديث.